# Mrovska
Mrovska (Servisch: Мровска) is een plaats in de Servische gemeente Vladimirci. De plaats telt 508 inwoners (2002), waarvan 506 Serviërs.